# Trachyneta
Trachyneta es un género de arañas araneomorfas de la familia Linyphiidae. Se encuentra en la República Democrática del Congo y Malaui. 

## Lista de especies
Según The World Spider Catalog 12.0:
- Trachyneta extensa Holm, 1968
- Trachyneta jocquei Merrett, 2004